# Ardoch (Stati Uniti d'America)
Ardoch è un centro abitato (city) degli Stati Uniti d'America, situato nella Contea di Walsh, nello Stato del Dakota del Nord. Nel censimento del 2000 la popolazione era di 61 abitanti. La città è stata fondata nel 1881.

## Geografia fisica
Secondo i rilevamenti dell'United States Census Bureau, la località di Ardoch si estende su una superficie di 0,7 km², tutti occupati da terre.

## Popolazione
Secondo il censimento del 2000, ad Ardoch vivevano 61 persone, ed erano presenti 12 gruppi familiari. La densità di popolazione era di 91 ab./km². Nel territorio comunale si trovavano 41 unità edificate. Per quanto riguarda la composizione etnica degli abitanti, il 60,66% era bianco, il 24,59% apparteneva ad altre razze e il 14,75% a due o più. La popolazione di ogni razza ispanica corrispondeva al 54,10% degli abitanti.
Per quanto riguarda la suddivisione della popolazione in fasce d'età, il 45,9% era al di sotto dei 18, l'1,6% fra i 18 e i 24, il 37,7% fra i 25 e i 44, il 9,8% fra i 45 e i 64, mentre infine il 4,9% era al di sopra dei 65 anni di età. L'età media della popolazione era di 28 anni. Per ogni 100 donne residenti vivevano 134,6 maschi.